# Adalberto Violand
Adalberto Violand Alcázar (La Paz, Bolivia; 1918 - La Paz, Bolivia; 2005) fue un empresario, embajador y político boliviano. Fue también el presidente de la Federación Boliviana de Futbol desde 1959 hasta 1961.

## Biografía
Adalberto Violand nació en 1918 en la ciudad de La Paz, Bolivia. Violand perteneció a una familia de descendientes alemanes. Hizo sus estudios primarios y secundarios en el Colegio Alemán de la ciudad de La Paz, donde salió bachiller en 1936. Continuó con sus estudios superiores, trasladándose a estudiar a Hamburgo donde obtuvo una maestría en comercio exterior.
Violand siempre tuvo un papel orientado hacia la derecha política del país, donde este jugó un importante papel como directivo en la empresa privada de Bolivia en momentos políticos críticos. Fue presidente de la Confederación de Empresarios Privados de Bolivia en dos ocasiones; la primera desde 1970 hasta 1972. Durante su primera presidencia se resistió y se opuso al gobierno del presidente Juan José Torres Gonzales y apoyó el golpe de Estado del coronel Hugo Banzer. Su segunda presidencia de CEPB fue entre los años 1980 a 1981.

## Vida política
La vida política de Violand empieza cuando desde 1973 hasta 1975 (a sus 55 años), es nombrado asesor del entonces presidente de Bolivia Hugo Banzer Suárez. Violand fundó también el Consejo Nacional Marítimo entre 1975 y 1976.
En 1975 a 1977, Adalberto Violand recibió la misión del presidente Hugo Banzer Suárez de ser el primer embajador de Bolivia en Chile, luego de que de ambos países restablecieran las relaciones diplomáticas que habían sido rotas 13 años antes (en 1962) durante el segundo gobierno de Víctor Paz Estenssoro pero que se reanudaron nuevamente con el Abrazo de Charaña de 1975. Sobre este tema, Violand escribió el año 2004 (29 años después) un libro titulado Retorno al mar con soberanía: una negociación frustrada.

## Senador de Bolivia
Después de 8 años, Violand vuelve a la política junto a Hugo Banzer Suárez, siendo junto a este uno de los fundadores del partido Acción Democrática Nacionalista (ADN), partido con el cual candidateo al cargo de senador. Salió ganador en las elecciones generales de Bolivia de 1985 representando al departamento de La Paz en el Senado.
Cuando su partido político volvió a ejercer responsabilidades gubernamentales en 1989 de acuerdo al Acuerdo Patriótico (AP). Violand vuelve a la diplomacia boliviana donde fue nombrado nuevamente embajador de Bolivia en el Perú desde 1989 hasta 1993. 
Durante el segundo gobierno del presidente Hugo Banzer Suárez fue nombrado embajador boliviano en Alemania durante el año 1997, y luego embajador en Egipto desde 1998 hasta 2002. 
En 2002 Violand se retiró a la vida privada después de permanecer durante 29 años (desde 1973) en la vida pública y política del país. 
Después de 3 años de su retiro, Adalberto Violand falleció en 2005 en la ciudad de La Paz cuando tenía 84 años de edad.